# Carol Lynn Fujino
Carol Lynn Fujino ist eine kanadische Geigerin japanischer Herkunft.
Fujino studierte an der University of Toronto bei Albert Pratz und Steven Staryk. Sie war stellvertretende Konzertmeisterin des Orchesters des National Ballet of Canada. Seit 1991 gehört sie dem Toronto Symphony Orchestra an. Als Solistin debütierte sie mit diesem in den Pops Series in Antonio Vivaldis Concerto für zwei Violinen a-Moll und Pablo de Sarasates Navarra für zwei Violinen. Als Kammermusikerin ist sie Mitglied des Accordes String Quartet und arbeitete mit Ensembles wie dem Gryphon Trio, dem Continuum Contemporary Music Ensemble und dem Amici Chamber Ensemble zusammen.
Im Rundfunk der CBC interpretierte sie als Solistin u. a. Alfred Schnittkes Concerto Grosso No. 1 und Arvo Pärts Tabula rasa. Sie unternahm Konzertreisen durch Nordamerika, Europa und Asien (u. a. eine Chinatournee mit den Canadian Soundstreams) und wirkte an zahlreichen CD-, Film- und Fernsehaufnahmen mit.